# Цзяо Бинчжэнь
Цзяо Бинчжэнь (кит. 焦秉贞, пиньинь Jiāo Bǐngzhēn; 1689—1726) — китайский художник и астроном, родом из городского округа Цзинин в провинции Шаньдун.
В живописи Бинчжэнь был отмечен как один из художников империи Цин, которые находились под влиянием запада. Также находился в числе  лучших портретистов и миниатюристов в начале правления империи Цин. Он обладал развитой техникой изображения как людей и животных, так и природных и архитектурных мотивов..
Его искусство испытало западное влияние под воздействием иезуитов, служивших в Императорском управлении астрономии. В какой-то момент Цзяо стал римским католиком и принял участие в споре о китайских обрядах на стороне иезуитов.
Автор иллюстраций книги «Сельская жизнь в Китае».

## Галерея

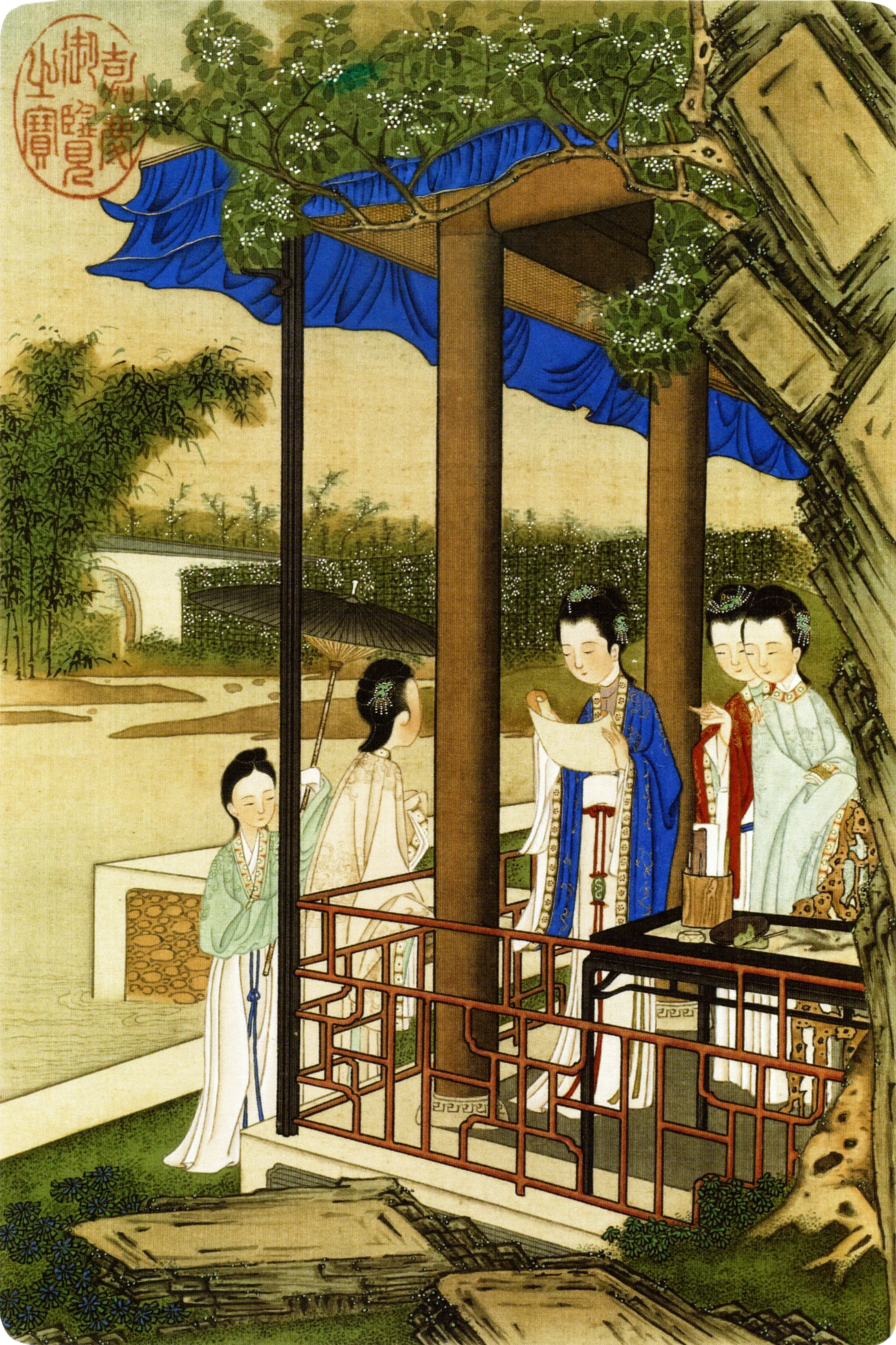
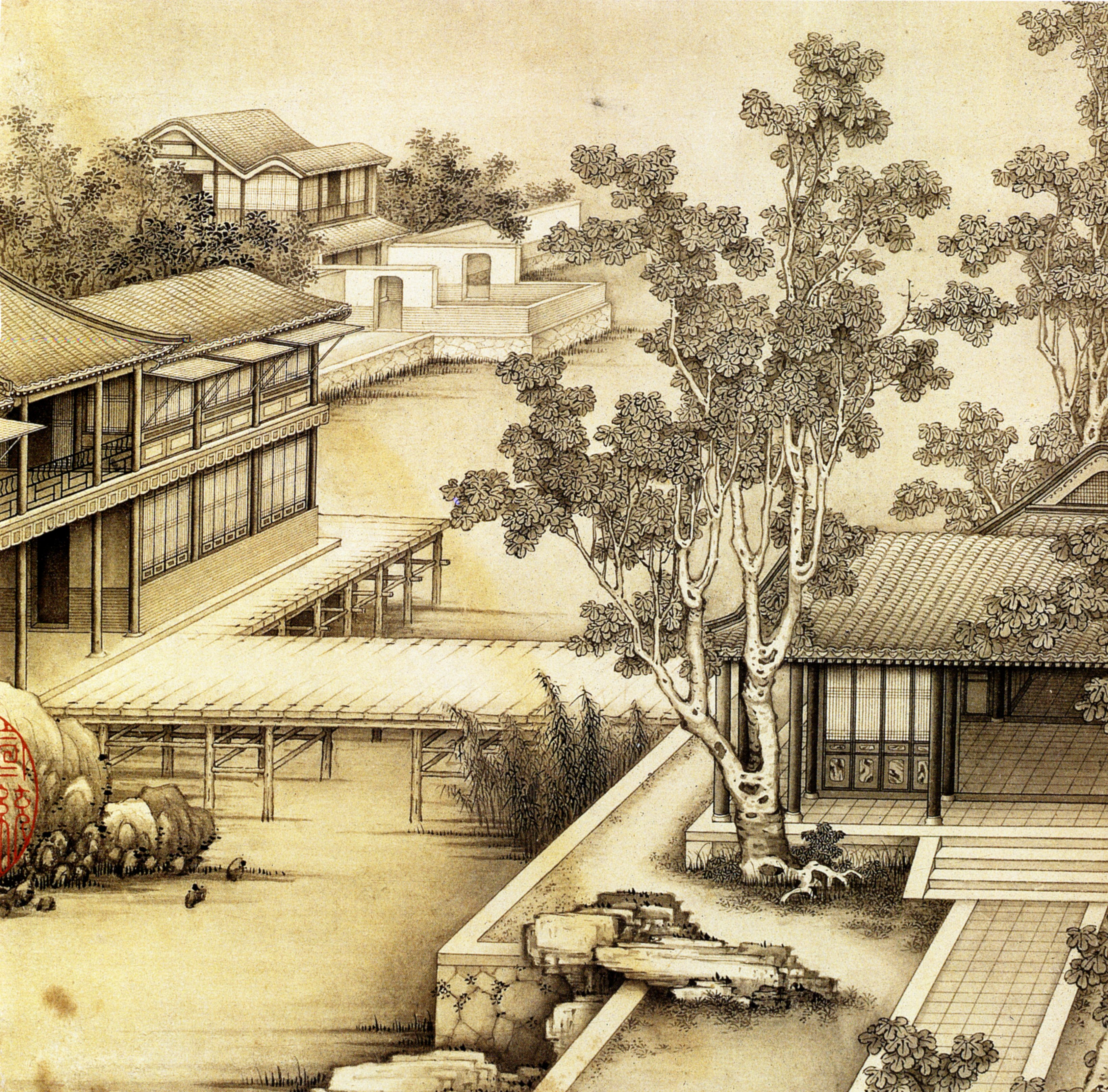